# Washington Park (Florida)
Washington Park és una concentració de població designada pel cens dels Estats Units a l'estat de Florida. Segons el cens del 2000 tenia 1.257 habitants.

## Demografia
Segons el cens del 2000, Washington Park tenia 1.257 habitants, 410 habitatges, i 298 famílies. La densitat de població era de 1.213,3 habitants/km².
Dels 410 habitatges en un 30% hi vivien nens de menys de 18 anys, en un 32,4% hi vivien parelles casades, en un 31,2% dones solteres, i en un 27,1% no eren unitats familiars. En el 22% dels habitatges hi vivien persones soles el 7,3% de les quals corresponia a persones de 65 anys o més que vivien soles. El nombre mitjà de persones vivint en cada habitatge era de 3,07 i el nombre mitjà de persones que vivien en cada família era de 3,52.
Per edats la població es repartia de la següent manera: un 30,8% tenia menys de 18 anys, un 8,4% entre 18 i 24, un 27,6% entre 25 i 44, un 21,6% de 45 a 60 i un 11,7% 65 anys o més.
L'edat mediana era de 35 anys. Per cada 100 dones de 18 o més anys hi havia 86,3 homes.
La renda mediana per habitatge era de 23.516 $ i la renda mediana per família de 26.528 $. Els homes tenien una renda mediana de 21.583 $ mentre que les dones 18.581 $. La renda per capita de la població era d'11.359 $. Entorn del 24,9% de les famílies i el 28,5% de la població estaven per davall del llindar de pobresa.

## Poblacions més properes
El següent diagrama mostra les poblacions més properes.